# Kąkolewo (wieś w powiecie leszczyńskim)
Kąkolewo (niem. Kankel) – wieś w Polsce położona w województwie wielkopolskim, w powiecie leszczyńskim, w gminie Osieczna.

## Historia
Miejscowość ma metrykę średniowieczną i pierwotnie związana była z Wielkopolską. Istnieje co najmniej od XIV wieku. Wymieniona została w 1391 w łacińskim dokumencie jako Kankolewo, 1394 Kankolewo, 1400 Konkolewo, 1405 Køcolewo, 1407 Cancolewo, 1424 Kąkolewo.
Wieś była własnością prywatną; początkowo rycerską, a później szlachecką. W latach 1391–1416 należała do dziedzica Hanlina oraz do Piotra Krakwicza Kąkolewskiego prawdopodobnie brata tego pierwszego. Później była własnością ich potomków z lokalnego szlacheckiego rodu wielkopolskiego Kąkolewskich. Wieś była przedmiotem sprzedaży, wymiany i dziedziczenia dzięki czemu ma bogatą dokumentację historyczną. Dokument sądowy z 1421 odnotował braci Janusza, Niklasa, Dziersława, Szczepana i Andrzeja Kąkolewskich z Kąkolewa, którzy toczyli spór z Januszem Sulewskim z Sulewa. W 1467 miejscowość leżała w powiecie kościańskim Korony Królestwa Polskiego. W  1426 była siedzibą własnej parafii, a w 1510 leżała w dekanacie Kościan.
Wieś odnotowały historyczne regesty podatkowe dzięki czemu można odtworzyć strukturę społeczno-majątkową we wsi w XVI wieku. W 1510 w Kąkolewie były trzy folwarki należące do czterech właścicieli: Bartłomieja, Andrzeja Większego, Andrzeja Mniejszego oraz Macieja. We wsi były 24 łany, w tym 19 łany osiadłe i 5 łanów opustoszałych, które nieraz uprawiali kmiecie. W miejscowości znajdowały się również wiatrak i karczma plebańska. W 1530 odnotowano pobór z różnych majątków znajdujących się we wsi. Z części Sapińskiego pobrano podatki od 6 łanów, wiatraka oraz karczmy, a z części Andrzeja od 4 łanów. W 1535 pobrany został zaległy pobór od opuszczonej karczmy. W 1563 miał miejsce pobór z części dziedziczki Kąkolewskiej od 10 łanów, wiatraka dorocznego, czterech komorników, karczmy dorocznej. Tego roku z części dziedzica Sapińskiego pobrano podatki od 8 łanów, dwóch wiatraków dziedzicznych, karczmy dorocznej, trzech rzemieślników, komornika, a także od wyszynku gorzałki. W 1566 pobór zapłacił Maciej Kąkolewski od 10 łanów, karczmy dorocznej, wiatraka dziedzicznego oraz od trzech zagrodników. W tym roku płatnikiem był także Stanisław Sapiński, który zapłacił od 8 łanów, dwóch wiatraków dziedzicznych, trzech rzemieślników, 4 zagrodników. W 1581 pobór zapłacił Maciej Kąkolewski od 11 łanów, trzech kwart roli, dwóch zagrodników z rolą, jednego wolnego zagrodnika, dwóch komorników, jednego rzemieślnika, owczarza wypasającego 15 owiec oraz dziedzicznego wiatraka. Stanisław Sapiński zapłacił wówczas pobór od 7,5 łana, 8 zagrodników, owczarza wypasającego 20 owiec, młyna korzecznego stojącego na rzece o jednym kole wodnym oraz od dwóch dziedzicznych wiatraków.

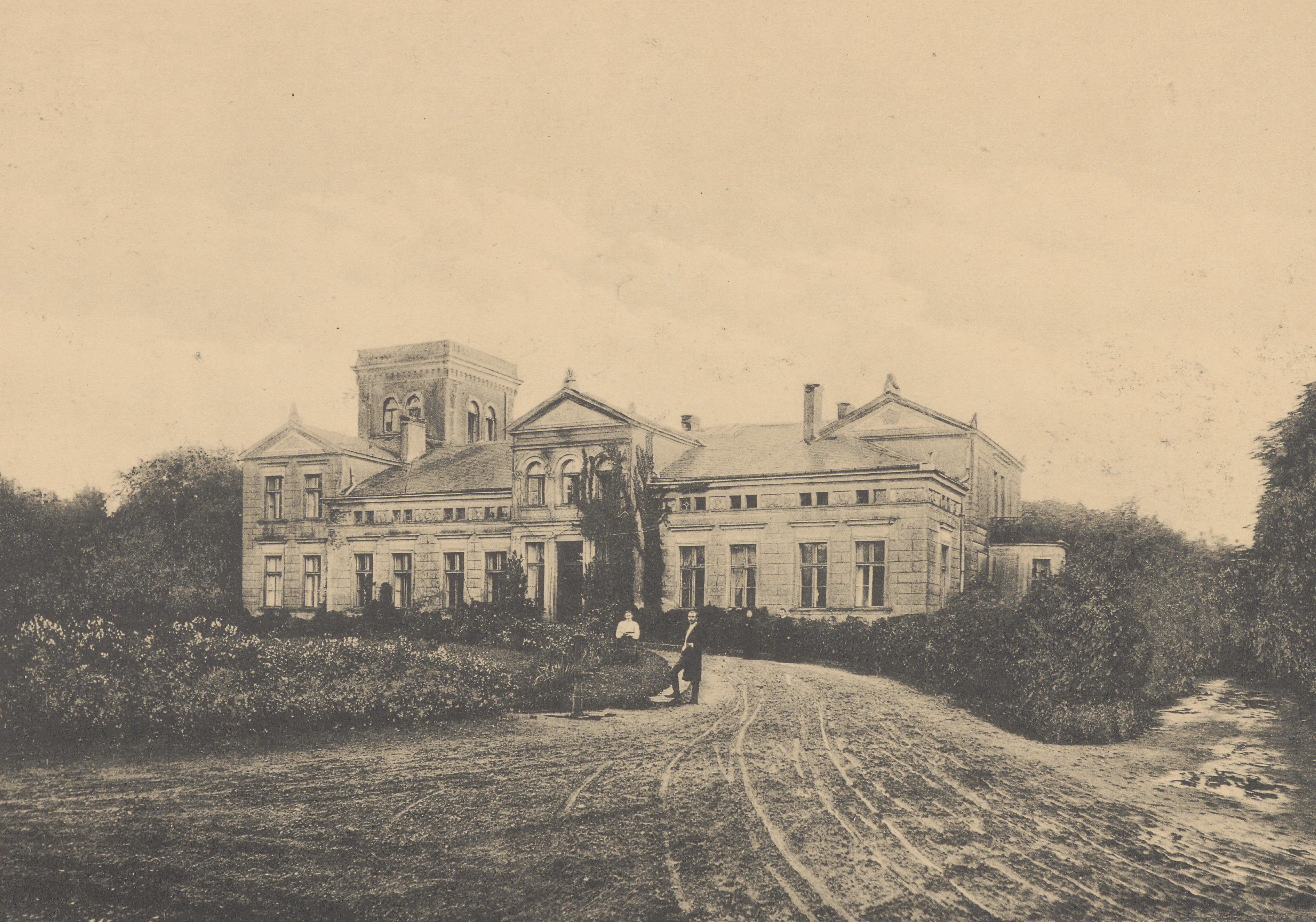
Widok pałacu przed 1912

W wyniku II rozbioru Rzeczypospolitej w 1793, miejscowość przeszła w posiadanie Prus i jak cała Wielkopolska znalazła się w zaborze pruskim w ramach Wielkiego Księstwa Poznańskiego. Pod koniec XIX wieku należała do powiatu wschowskiego w Prusach i liczyła 55 domostw z 487 mieszkańcami. W okresie powstania w wielkopolskiego, 10 stycznia 1919 we wsi rozegrała się pomyślna dla powstańców bitwa. Stacjonował tutaj też sztab frontu południowego. 2 lipca 1919 Niemcy złamali rozejm, a w potyczce polegli żołnierze 6 Pułku Strzelców Wielkopolskich.
W latach 1954–1968 wieś należała i była siedzibą władz gromady Kąkolewo, po jej zniesieniu w gromadzie Osieczna. W latach 1975–1998 miejscowość należała administracyjnie do województwa leszczyńskiego. W 2011 w Kąkolewie mieszkało 2541 osób.
Drobny przemysł reprezentował zakład remontowy kombajnów zbożowych i największa w ówczesnym woj. leszczyńskim mieszalnia pasz.
Miejsce urodzenia Augusta Wilkońskiego.
Pierwsza Polska miejscowość, którą odwiedził 20 kwietnia 1919 roku gen. Józefa Haller z Błękitną Armią. Pierwsze oddziały przyjechały w nocy z 17 na 18 kwietnia 1919 roku, a do czerwca przez stacje Kąkolewo przejechały 383 pociągi z około 70 tysiącami żołnierzy oraz sprzętem wojskowym.

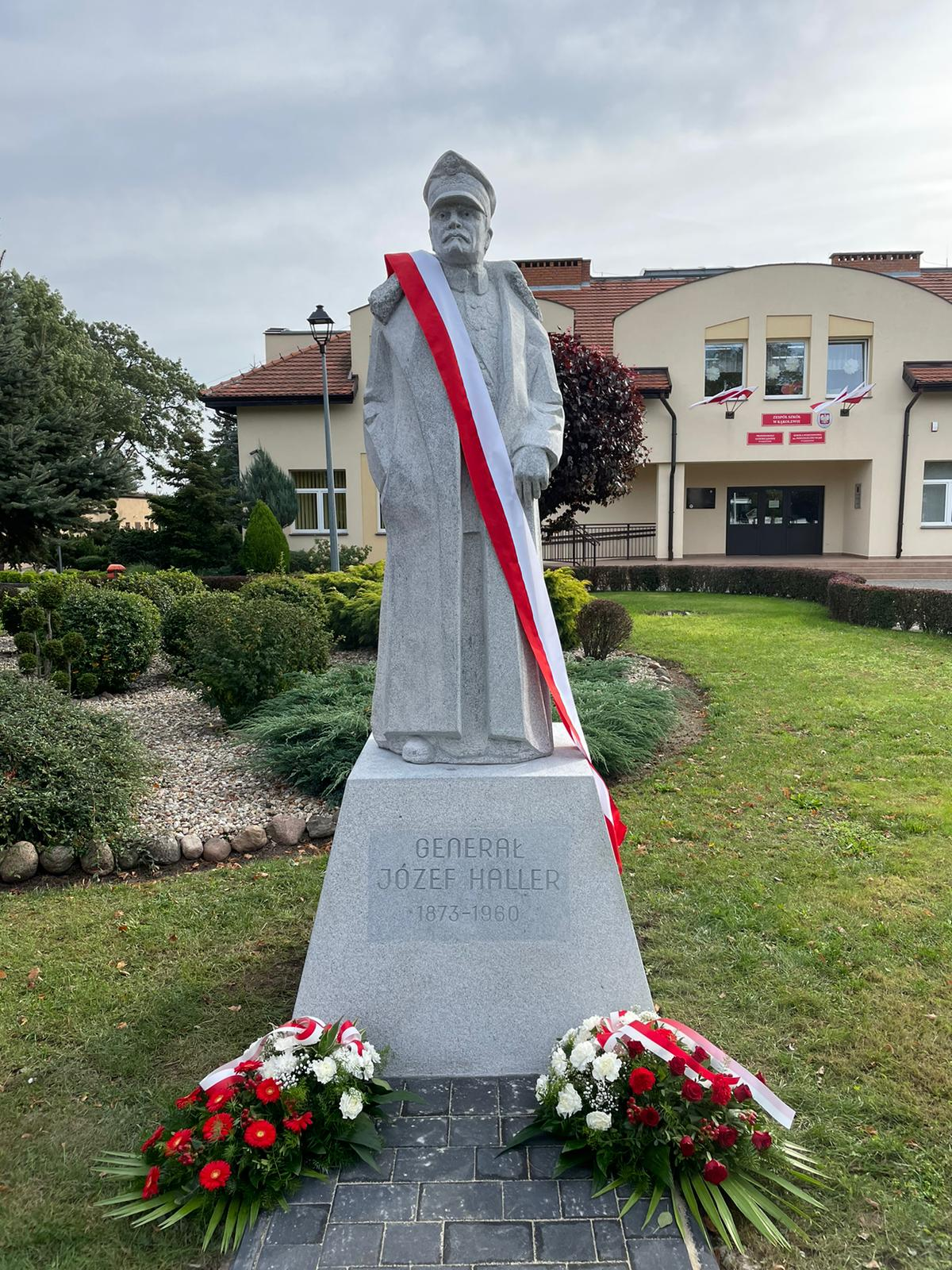
Pomnik gen. Hallera w Kąkolewie

11 października 2023 roku za pośrednictwem Fundacji „Pomoc Polakom na Wschodzie” im. Jana Olszewskiego oraz wsparciu finansowym KPRM odsłonięto pomnik upamiętniający gen. Hallera.

## Instytucje oświatowe
- Przedszkole w Kąkolewie (ul. Krzywińska 14)[13]
- Zespół Szkół im. Powstańców Wielkopolskich: Szkoła Podstawowa i Gimnazjum w Kąkolewie (ul. Krzywińska 14)[14]

## Zabytki
- kościół pw. Wszystkich Świętych z 1501[9][15], przebudowany w 1740 w stylu barokowym[8][15] (Szalewski podaje 1797)[9]
- pałac rodu Mielżyńskich, zbudowany w połowie XIX wieku w stylu klasycyzmu[16][15].

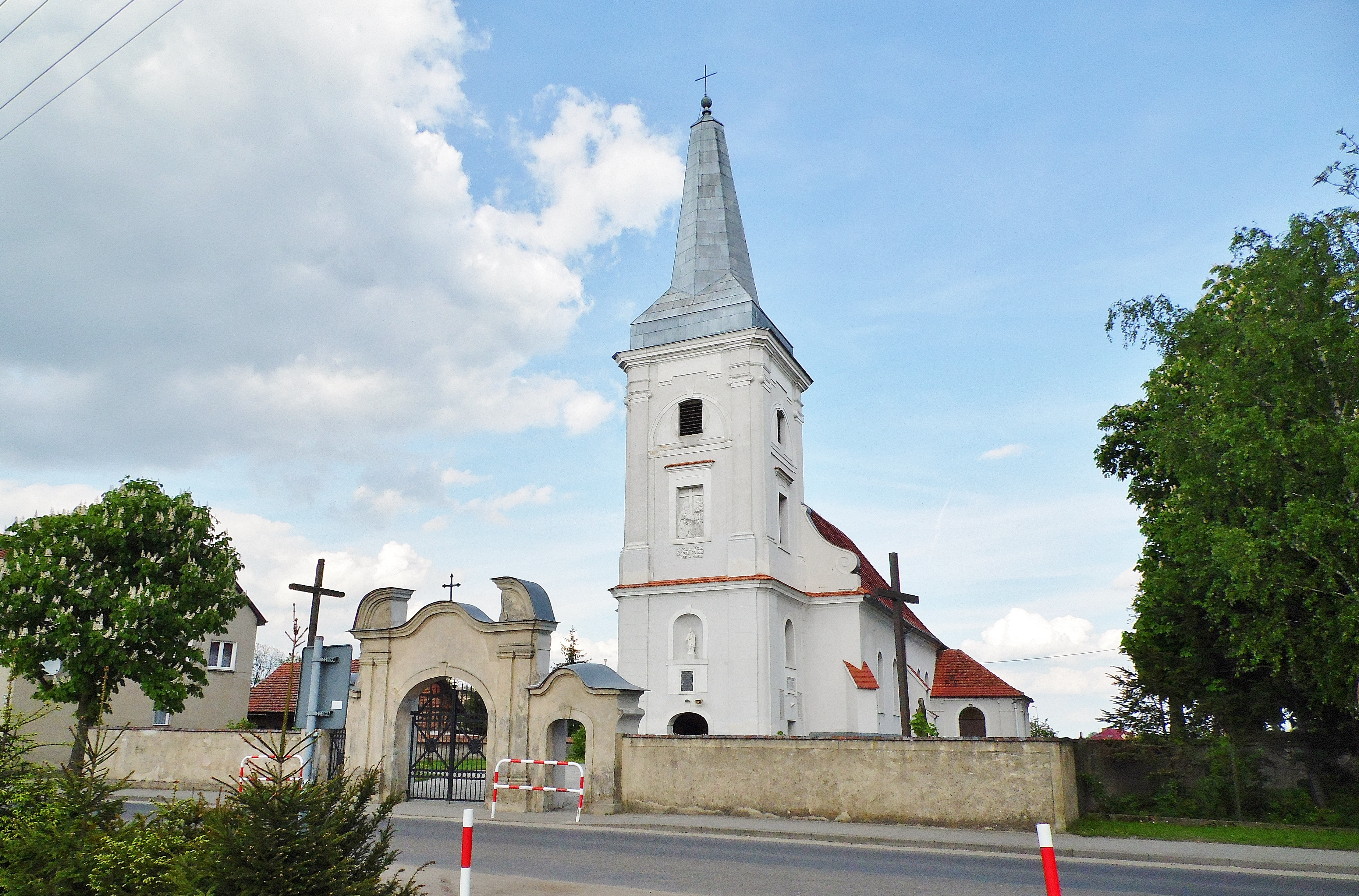
Kościół w Kąkolewie pw. Wszystkich Świętych

- Kościół w Kąkolewie pw. Wszystkich Świętychkamienna figura Świętego Jana Nepomucena z I poł. XIX w.[16]